# Iecava (Lielupe)
Die Iecava [ˈiɛʦava] (dt.: Eckau; russisch Иецава) ist ein Fluss in Lettland.
Die Iecava entspringt mehreren Quellen südlich von Aizkraukle und fließt durch waldreiche Niederungen nach Westen. Bei Skaistkalne im Bezirk Bauska beträgt die Entfernung zwischen Iecava und Mēmele nur zwei Kilometer. Die Mündung in die Lielupe erfolgt größtenteils durch den Ende des 19. Jahrhunderts angelegten 1,5 km langen „Teufelsgraben“ (lett.: velna grāvi).
Der Fluss wird hauptsächlich durch Schmelzwasser gespeist. Charakteristisch sind niedrige Wasserstände im Sommer und Überflutungen im Frühjahr. Aus diesem Grunde wurden umfangreiche Arbeiten am Flussbett ausgeführt.
Von den etwa 400 Zuflüssen (Bäche, Gräben etc.) ist die Misa kurz vor der Mündung der größte.